# Typhlonectes cunhai
Typhlonectes compressicauda là một loài lưỡng cư thuộc họ Caeciliidae.
Đây là loài đặc hữu của Brasil.
Môi trường sống tự nhiên của chúng là rừng ẩm vùng đất thấp nhiệt đới hoặc cận nhiệt đới, đầm nước nhiệt đới hoặc cận nhiệt đới, sông ngòi, đầm lầy, hồ nước ngọt, và đầm nước ngọt.

## Hình ảnh

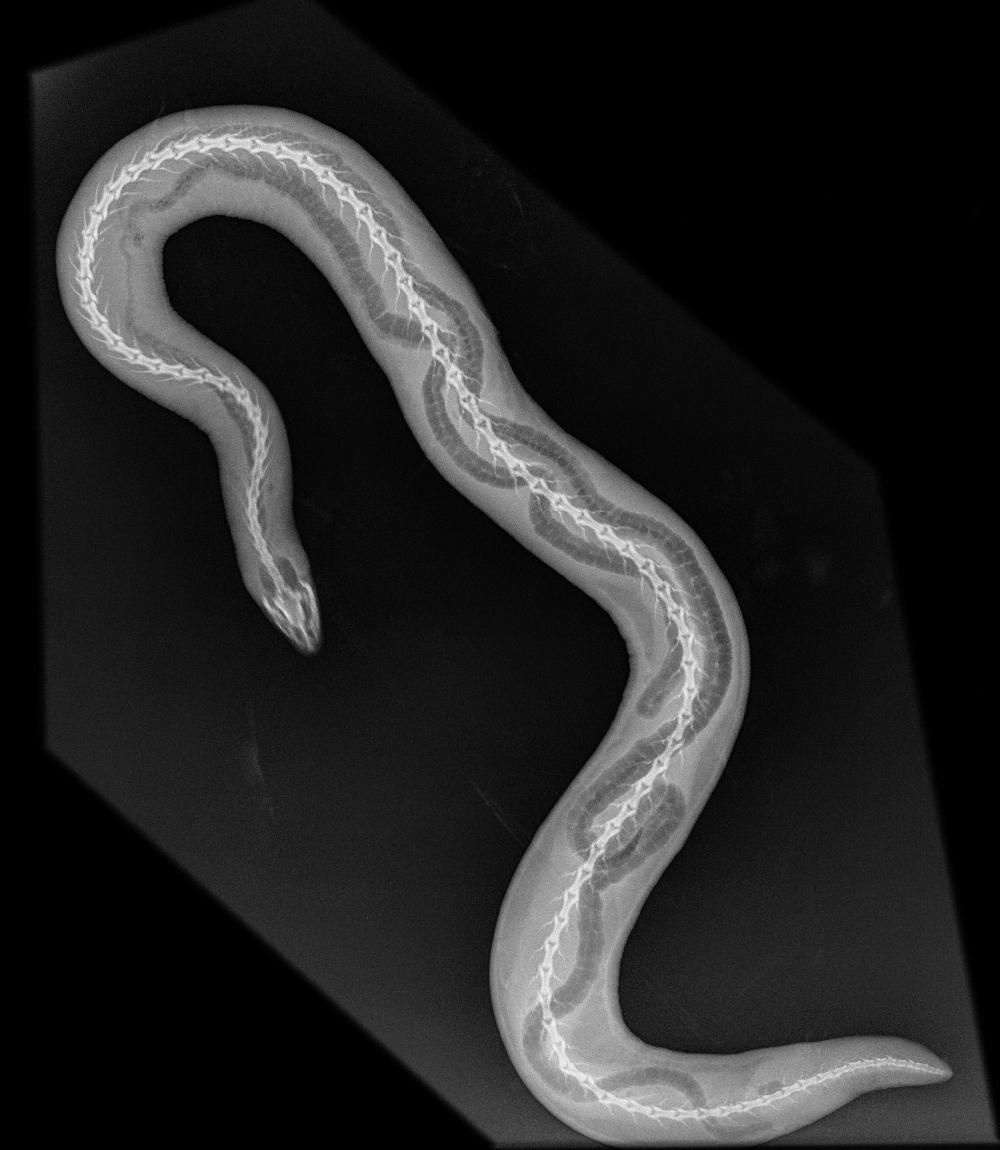